# クリス・ディッカーソン (ボディビルダー)
クリス・ディッカーソン（Chris Dickerson, 1939年8月25日　-　2021年12月23日）は、アメリカ合衆国アラバマ州モントゴメリー出身の、1960年代末から1990年代初頭に活躍したボディビルダー。

## 来歴
母はアラバマ州初のアフリカ系アメリカ人の弁護士であり公民権運動の指導者としても活躍したマハラ・ディッカーソン。ディッカーソンは、母の姿を見て人種や性別の壁は乗り越えられると信じていた。
幼少期から歌や演劇を好んでいたディッカーソンは高校卒業後に歌の勉強を始め、声量を出すためのトレーニングの一環として始めたウエイトトレーニングがボディビルを始めるきっかけとなった。
24歳から本格的にトレーニングを始め、ビル・パールというボディビルダーに師事すべく同じジムに入会。以降、病院で働きながらトレーニングを積んだ。
1965年にボディビルデビュー。
1982年にミスター・オリンピア制覇。43歳という当時の最高齢優勝記録を樹立。
1994年引退。

## 人物
168cm、89kgという当時のボディビルダーとしても異例の低身長・軽量であったが、極限までカットを追求したプロポーションを武器とした。
ボディビルダーとしてはフリーウエイトを重視し、食事・サプリメントの両方を栄養面において大切にした。
ゲイの人物としても有名であり、コルト・スタジオのゲイヌードモデルとしても活躍していた。